# Universidade Federal do Maranhão
A Universidade Federal do Maranhão (UFMA) é uma instituição de ensino superior pública brasileira, mantida pelo Governo Federal do Brasil. A UFMA é uma fundação vinculada ao Ministério da Educação.  É  uma das maiores  universidades federais do País e um dos centros brasileiros de excelência no ensino e pesquisa. Sua sede está localizada em São Luís, possuindo campus também nas cidades de Bacabal, Balsas, Chapadinha, Codó, Grajaú, Imperatriz, Pinheiro e São Bernardo.
A universidade  é considerada a maior e mais influente universidade do estado do Maranhão. Ela possui diversos campi em todo o estado, sendo o principal a Cidade Universitária, que está localizada no bairro do Bacanga, na cidade de São Luís.
A universidade abriga os melhores cursos de medicina, direito e pedagogia do Maranhão, que figuram também entre os melhores do país, segundo o ranking do Exame Nacional de Desempenho de Estudantes. A Universidade Federal do Maranhão mostra uma liderança em pesquisa, com 76% dos projetos de pesquisa aprovados pelo CNPq. Em 2014, o jornal Folha de S.Paulo realizou uma pesquisa para identificar o nível de desenvolvimento de várias universidades pelo país. A Universidade Federal do Maranhão ficou em 55° lugar no ranking da Folha e a 7° federal do Nordeste, continuando a ser a maior do estado do Maranhão em pesquisa e extensão.

## Histórico

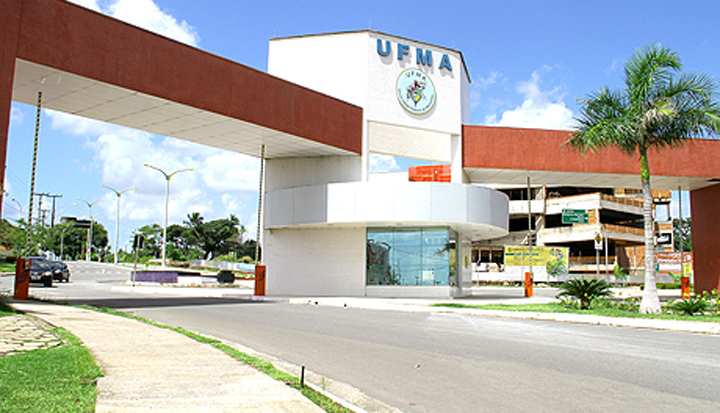
Cidade Universitária Dom Delgado.

A Universidade Federal do Maranhão tem sua origem na antiga Faculdade de Filosofia de São Luís, fundada em 1953, por iniciativa da Academia Maranhense de Letras, da Fundação Paulo Ramos e da Arquidiocese de São Luís. Embora inicialmente sua mantenedora fosse aquela Fundação, por força da Lei Estadual n.º 1.976 de 31 de dezembro de 1959 dela se desligou e, posteriormente, passou a integrar a Sociedade Maranhense de Cultura Superior- SOMACS, que fora criada em 29 de janeiro de 1956 com a finalidade de promover o desenvolvimento da cultura do Estado, inclusive criar uma universidade católica.
A Universidade então criada, fundada pela SOMACS em 18 de janeiro de 1958 e reconhecida como Universidade livre pela União em 22 de maio de 1961, através do Decreto n.º 50.832, denominou-se Universidade do Maranhão, sem a especificação de católica no seu nome, congregando a Faculdade de Filosofia, a Escola de Enfermagem "São Francisco de Assis" (1948), a Escola de Serviço Social (1953) e a Faculdade de Ciências Médicas (1957).
Posteriormente, o então Arcebispo de São Luís e Chanceler da Universidade, acolhendo sugestão do Ministério da Educação, propõe ao Governo Federal a criação de uma Fundação oficial que passasse a manter a Universidade do Maranhão, agregando ainda a Faculdade de Direito (a mais antiga faculdade do Estado, criada em 1918), a Escola de Farmácia e Odontologia (1922) - instituições isoladas federais e a Faculdade de Ciências Econômicas do Maranhão (1958) - instituição isolada particular.
Assim foi instituída, pelo Governo Federal, nos termos da Lei n.º 5.152, de 21 de outubro de 1966 (alterada pelo Decreto Lei n.º 921, de 10 de outubro de 1969 e pela Lei n.º 5.928, de 29 de outubro de 1973), a Fundação Universidade do Maranhão – FUM, com a finalidade de implantar progressivamente a Universidade do Maranhão.
A administração da Fundação Universidade do Maranhão ficou a cargo de um Conselho Diretor, composto de seis membros titulares e dois suplentes, nomeados pelo Presidente da República, que entre si elegeram seu primeiro Presidente e Vice-Presidente.
O Decreto n.º 59.941, de 6 de janeiro de 1967, aprovou o Estatuto da Fundação, cuja criação se formalizou com a escritura pública de 27 de janeiro de 1967, registrada no cartório de notas do 1º Ofício de São Luís. Por fim, em lista tríplice votada pelo Conselho Universitário, foram eleitos, pelo Conselho Diretor, os primeiros dirigentes da nova Universidade, cuja posse se realizou no dia 1 de maio de 1967. Foram eles o Prof. Pedro Neiva de Santana, Reitor; o Prof. Mário Martins Meireles, Vice-Reitor Administrativo e o Cônego José de Ribamar Carvalho, Vice-Reitor Pedagógico, isso de conformidade com o projeto do Estatuto da Universidade, já aprovado pelo Conselho Diretor e posto em execução, como norma provisória, até sua homologação e aprovação pelas autoridades competentes, o que só ocorreu em 13 de agosto de 1970 pelo Decreto Lei n.º 67.047 e Decreto n.º 67.048.
Em 14 de novembro de 1972, na gestão do Reitor Cônego José de Ribamar Carvalho, foi inaugurada a primeira unidade do Campus do Bacanga, o prédio "Presidente Humberto de Alencar Castelo Branco"; a partir daí, a mudança da Universidade para o seu campus tornou-se irreversível.
A história da Universidade Federal do Maranhão, suas relíquias e seus tesouros patrimoniais e arquitetônicos, estão devidamente catalogados e em exposição permanente no Memorial Cristo Rei, térreo da Reitoria, na Praça Gonçalves Dias.
O Palácio Cristo Rei, sede da Reitoria da UFMA, um marco da arquitetura colonial de São Luís, foi construído em 1877. Seus primeiros proprietários pertenciam a uma tradicional família maranhense que, mais tarde, o doaram para o clero, transformando-se na primeira sede da Diocese da capital maranhense, abrigando mais tarde a antiga Faculdade de Filosofia. Apesar de ter parte de sua estrutura destruída por um incêndio, em 1991, o Palácio Cristo Rei foi totalmente recuperado, sendo hoje um símbolo da antiga arquitetura maranhense, e abrigando o Memorial Cristo Rei, criado com o objetivo de resgatar, preservar e difundir a história.da universidade. 
Com mais de cinco décadas de existência, a UFMA tem contribuído, de forma significativa, para o desenvolvimento do Estado do Maranhão, formando profissionais nas diferentes áreas de conhecimento em nível de graduação e pós-graduação, empreendendo pesquisas voltadas aos principais problemas do Estado e da Região, desenvolvendo atividades de extensão abrangendo ações de organização social, de produção e inovações tecnológicas, de capacitação de recursos humanos e de valorização da cultura. Os cursos de Mestrado e Doutorado em Políticas Públicas estão entre os melhores do país, reconhecidos pela Capes e MEC por sua qualidade.

### Números
De acordo com seu anuário estatístico de 2017, seus cursos de graduação estão distribuídos da seguinte forma: 53 no campus-sede (São Luís), 6 em Bacabal, 1 em Balsas, 4 em Chapadinha, 3 em Codó, 2 em Grajaú, 9 em Imperatriz, 7 em Pinheiro e 5 em São Bernardo. Além desses, existem 29 cursos de especialização, 35 cursos de mestrado e 9 cursos de doutorado. Seu quadro de servidores é composto por 1 764 docentes e 1 733 técnicos administrativos.

## Ingresso

### Vestibular
O ingresso à graduação aberto a qualquer pessoa que tenha concluído o ensino médio, se dá por meio do Exame Nacional do Ensino Médio. O exame é realizado anualmente e tem duração de dois dias, contém 180 questões objetivas (divididas em quatro grandes áreas) e uma questão de redação. A UFMA possui uma concorrência de 130 mil candidatos por ano. 
Em 2016, na segunda edição do SISU, foi a universidade com o maior número de inscritos do País, com 104 746 inscritos.
Em 2017, a Faculdade de Direito obteve 10 862 inscrições na primeira edição do Sistema de Seleção Unificada, o que tornou o terceiro curso de Direito mais concorrido do País, atrás da UFMG e UFG.

### Sistema de cotas
Na reunião das universidades federais de 9 de outubro de 2012 foi aprovado políticas de ações afirmativas que reserva 50% das vagas para alunos oriundos de escolas públicas, negros, índios e de baixa renda.

## Estrutura

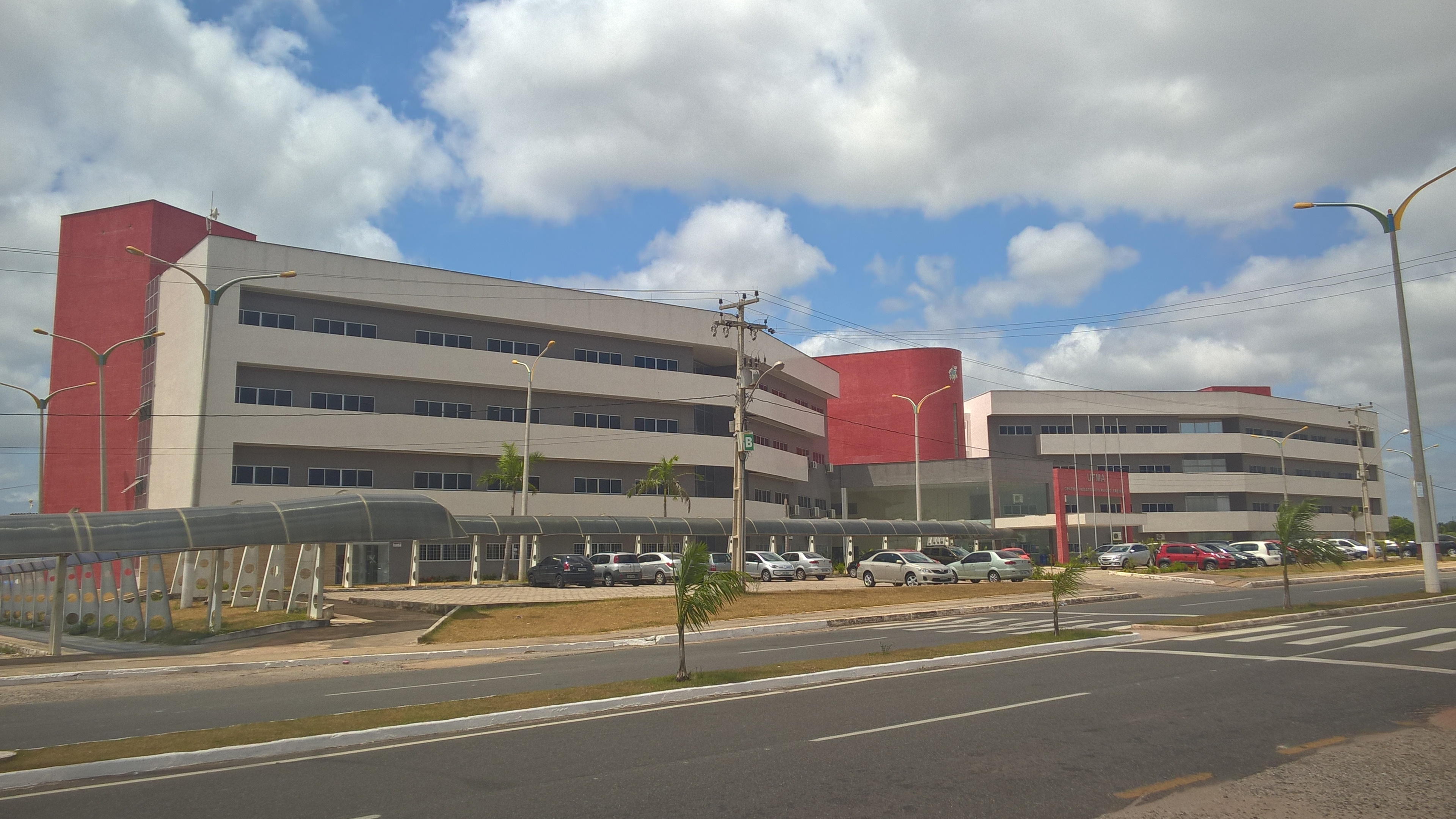
Centro Pedagógico Paulo Freire (CPPF), em São Luís. Recebe aulas do 1º e 3º períodos de 20 cursos, com 48 salas de aula, Auditório Central, seis miniauditórios e salão de exposição.

### Unidades Acadêmicas
Centro de Ciências Exatas (CCET)
Centro de Ciências Biológicas e da Saúde (CCBS)
Centro de Ciências Sociais (CCSO)
Centro de Ciências Humanas (CCH)
Centro de Ciências (CCSST)
Centro de Ciências Agrárias e Ambientais (CCAA)
Centro de Ciências Humanas Naturais Saúde e Tecnologia (CCHNST-PINHEIRO)

### Hospital Universitário
O Hospital Universitário da Universidade Federal do Maranhão (HUUFMA) é formado por duas grandes unidades hospitalares, o Hospital Universitário Presidente Dutra, Hospital Universitário Materno Infantil além de contar com um centro ambulatorial na Cidade Universitária. O HU já recebeu diversos prêmios entre eles o de 10º na América Latina com o melhor conteúdo acadêmico na web através do Webometric Ranking Web of World Hopitals. Atualmente o diretor do hospital é o cirurgião cardiovascular Prof. Dr. Vinicius Nina.
O Hospital é referência para os procedimentos de alta complexidade nas áreas cardiovascular, traumato-ortopedia, neurocirurgia, vídeo-laparoscopia, nefrologia, transplantes, facoemulsificação, gestante de alto risco,cirurgia bariátrica, litotripsia, hemodinâmica, audiometria, ressonância magnética, banco de olhos e núcleo de fígado, desenvolve, também  procedimentos de média complexidade e alguns programas estratégicos de atenção básica integradas à rede do Sistema Único de Saúde - SUS.
Em 2013, a UFMA assinou o contrato com a Empresa Brasileira de Serviços Hospitalares (EBSERH), que se tornou responsável pela gestão do HU-UFMA.
|              | 2010    |
| ------------ | ------- |
| Consultas    | 473 942 |
| Emergência   | 225 233 |
| Internações  | 15 633  |
| Transplantes | 190     |

### Comunicações

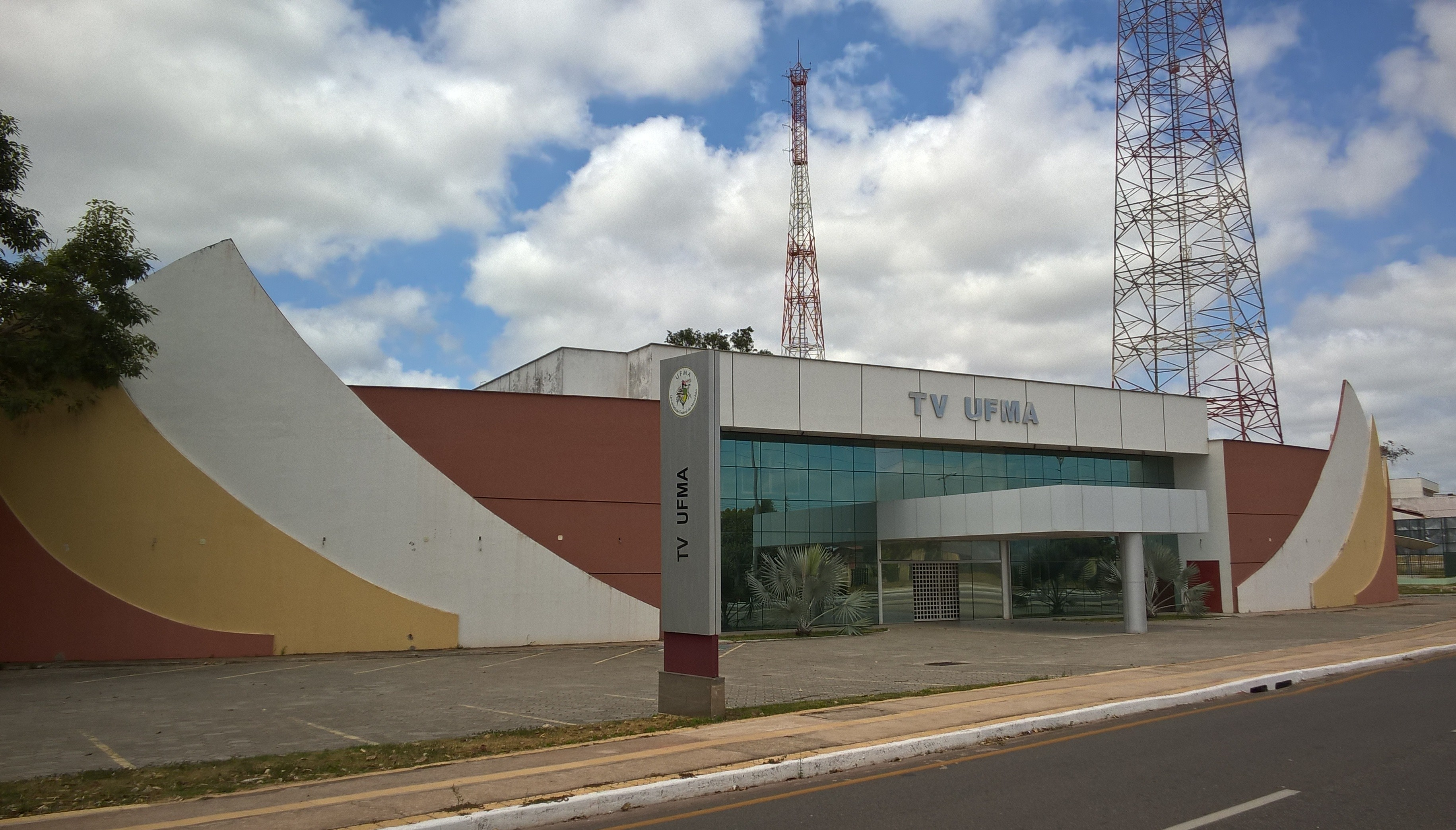
Sede da TV UFMA na Cidade Universitária

A TV UFMA e a Rádio Universidade FM são geridas pela Fundação Sousândrade, tem finalidade educativa e cultural, sendo também a primeira emissora de rádio e TV universitária no Maranhão.

### Colégio Universitário
O Colégio de Aplicação da Universidade Federal do Maranhão, denominado Colégio Universitário - COLUN, foi criado através da Resolução n 42, de 20 de maio de 1968 pelo Conselho Diretor da Fundação Universidade do Maranhão.
O COLUN funciona como uma Instituição de Ensino Básico, Técnico e Tecnológico, oferecendo Ensino Fundamental (Anos Finais), Ensino Médio Regular (1º a 3º Ano), Ensino Médio Técnico Integrado (Cursos de Administração e Meio Ambiente) e Curso Técnico Subsequente (Enfermagem).
Fica localizado no Campus do Bacanga, contando com salas climatizadas, laboratórios, auditório, biblioteca, acesso aos recursos e estruturas da própria universidade.

### Centro de Convenções
O Centro de Convenções da Universidade Federal do Maranhão é um espaço com capacidade para mais de cinco mil pessoas, com área de 8 802 m². É considerado o maior espaço de eventos do Maranhão, funcionando desde 2013. Conta também com 4 miniauditórios, com capacidade de 100 pessoas.

### Centro de Empreendedorismo
O Centro de Empreendedorismo da UFMA (CEU) é administrado pelo Departamento de Empreendedorismo e Inovação (DEMI), vinculado à Pró-Reitoria de Extensão, Cultura e Empreendedorismo (PROEXCE). O CEU foi concebido como um espaço de interação entre a academia e o setor produtivo, estimulando ações que proporcionem a geração de novos empreendimentos, de fomento à cultura empreendedora e da execução de projetos que liguem a academia ao mercado.
O CEU foi inaugurado em novembro de 2014 e conta com 38 salas distribuídas em dois pavimentos, que abrigam diversas Empresas Juniores e Empresas em processo de incubação. No CEU ficam localizados ainda o Departamento de Empreendedorismo e Inovação (DEMI/PROEXCE) e a Incubadora de Base Tecnológica do Maranhão (INCUBEM).

### Casa da Justiça
Foi concebida para o atendimento à população de forma gratuita por meio de assessoria jurídica especializada, além de promover vivências de extensão e de pesquisa aos estudantes de graduação e pós-graduação em Direito da UFMA, bem como estágio e ensino. Desde janeiro de 2014, nela funciona o 5º Juizado Especial Cível e das Relações de Consumo, com salas para audiências, de conciliação, de defensoria pública e de assistência social, além de salas de aula.

### Espaço da Ciência e do Firmamento - Planetário
O Planetário visa, de forma multidisciplinar, desenvolver ações que apresentem a ciência a todos de forma pedagógica por meio de palestras, conferências, oficinas, mostras, exposições itinerantes e interativas, tendo por objetivo tornar-se um espaço de referência em divulgação científica, popularização da ciência e ensino de astronomia no Maranhão. 
O espaço conta com um auditório para 200 pessoas, salão de exposição, um planetário e um teatro digital fixo com capacidade para 90 pessoas, além de um grande terraço de observação de astros por meio de lentes e a olho nu. A área total construída será de 4.709,27 m².

## Periódicos científicos
- Revista de Políticas Públicas[11].